# Asticta confluens
Asticta confluens är en fjärilsart som beskrevs av Barend J. Lempke 1966. Asticta confluens ingår i släktet Asticta och familjen nattflyn. Inga underarter finns listade i Catalogue of Life.